# Exocentrus fortifer
Exocentrus fortifer là một loài bọ cánh cứng trong họ Cerambycidae.